# いわて平泉農業協同組合
いわて平泉農業協同組合（いわてひらいずみのうぎょうきょうどうくみあい）は、岩手県一関市に本店を置く農業協同組合。略称はJAいわて平泉、いわて平泉農協。

## 概要
岩手県の両磐地域を営業エリアとする農業協同組合。
平泉町から指定金融機関を受託している。

## 沿革
- 2014年（平成26年）
  - 3月1日 - 岩手南農業協同組合といわい東農業協同組合を統合して発足。本店は旧岩手南の本店建物、統一金融機関コードと本店勘定は旧いわい東のものをそれぞれ継承。
  - 4月2日 - デイサービスセンター「もちっこ」を開設[2]。
  - 11月4日 - 千厩支店が、千厩町千厩字町160[3]から移転[4]。
- 2019年（令和元年）
  - 6月22日 - 支店を再編[5]。
  - 6月24日 - 花泉支店を旧・Aコープ花泉店に移転[6]。
- 2022年（令和4年）
  - 3月1日 - 平泉農機センターを廃止[7]。
  - 9月30日 - 一関・真滝・萩荘・奥玉・黄海・大籠・猿沢・津谷川・長島の各ATMを廃止[8]。
- 2023年（令和5年）4月24日 - 支店を再編。大東支店が、大東町摺沢字羽山前12-1[9]から移転[10]。

## 事業所
- 本店 - 一関市竹山町7-1

### 支店
一関市
- 一関中央支店 - 中里字上大林157-1
- 花泉支店 - 花泉町湧津一ノ町11

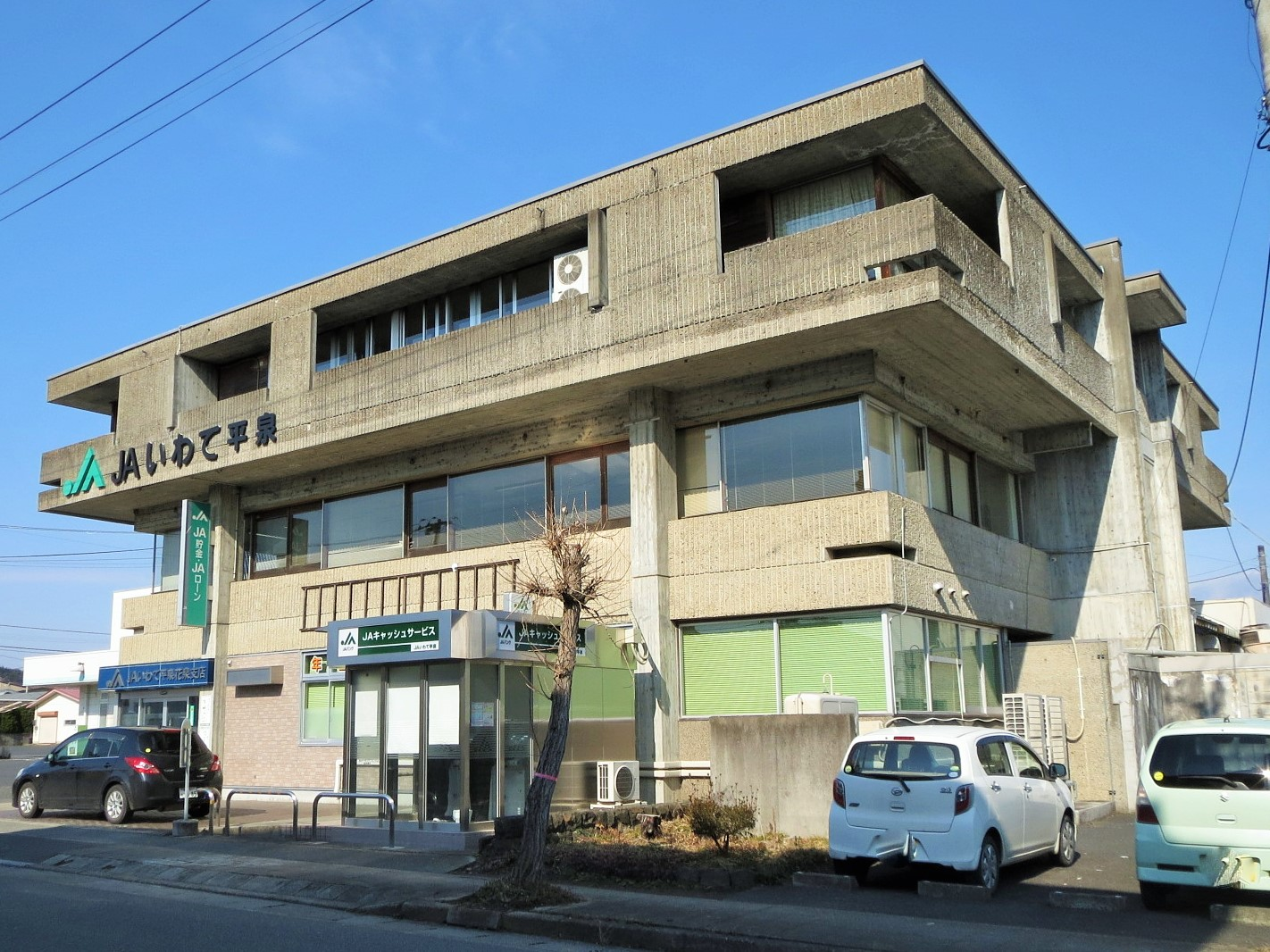
旧・花泉支店（2019年3月）

  - 旧・花泉支店 - 大高建築設計事務所が設計し、井上工業仙台支店が施工。鉄筋コンクリート造3階建てで1965年に竣工。当初は7つの農協を合併した際に「花泉農協会館」として開館。2007年、DOCOMOMO JAPAN選定 日本におけるモダン・ムーブメントの建築に選定された[11]。
- 千厩支店 - 千厩町千厩字摩王6-13
- 藤沢支店 - 藤沢町藤沢字町裏100
- 大東支店 - 大東町摺沢字管生前61-3
- 東山支店 - 東山町長坂字西本町123-2

西磐井郡平泉町
- 平泉支店 - 平泉志羅山12-6

### 営農関連
一関市
- 一関営農経済センター - 中里字上大林 157-1
- 花泉営農経済センター - 花泉町花泉字天神前1
- 千厩営農経済センター - 千厩字下駒場270-5
- 藤沢営農経済センター - 藤沢町増沢字日当77-2
- 大東営農経済センター - 大東町摺沢字菅生前61-4
- 東山営農経済センター - 東山町長坂字西本町123-2
- 室根営農経済センター - 室根町矢越字大畑115
- 川崎営農経済センター - 川崎町薄衣字六反154

西磐井郡平泉町
- 平泉営農経済センター - 平泉字志羅山12-6

### 廃止事業所
- 2019年6月22日廃止：一関・萩荘・真滝・中里・舞川・山目・長島・小梨・奥玉・黄海・興田・大原の12支店と、大籠・猿沢・津谷川の3ふれあい店[5]。
- 2023年4月24日廃止：室根支店と、川崎・厳美・永井の3出張所[12]。